# Lego Minifigures
Lego Minifigures est une gamme du jouet Lego, détenu par The Lego Group. La particularité de cette gamme est qu'elle se découpe en plusieurs séries de seize minifig. Chaque figurine est spéciale et n'apparaît dans aucun autre set Lego.
Les séries inspirées des personnages de séries télévisées et de films sont les seules exceptions à la règle. Certaines séries, par exemple Les Simpson ou Disney, appartiennent à deux gammes différentes (Minifigures et The Simpsons pour Les Simpson et Minifigures et Disney pour Disney).

## Description de la figurine Minifigures
Une figurine simple Minifigures est composée d'un corps, de jambes, de bras d'une tête, d'un casque de vélo, spatial, de course , plongée (ou audio) chapeaux d'explorateurs, pirates, princesse, de Farfadet, paille, de sorcière, de guarde, bonnet vert, d'ailes ',jambe de bois  , avec turban, chauve      casquette (ou cheveux), d'un socle noir, blanc ou autre (la couleur dépend des séries), d'un ou de deux accessoires et parfois d'un autre accessoire à placer dans sa main gauche ou droite ou sous les pieds de la minifig à la place du socle.

## Séries

### Série 1
C'est la première série lancée en mai 2010 avec le numéro de référence 8683. Son sachet était jaune et possédait un code-barres permettant de savoir quelle figurine se trouvait à l'intérieur. Il y avait plus ou moins de chance de tomber sur telle ou telle figurine, car il y en avait des plus rares que d'autres.
Communs (5 par boîte de 60)
- Ninja, Plongeur, Automate

Peu communs (4 par boîte de 60)
- Robot, Cosmonaute, Robin des Bois, Cow-boy, Magicien, Homme des cavernes

Rares (3 par boîte de 60)
- Pom-pom girl, Clown, Indien, Catcheur, Skateur, Infirmière, zombie

### Série 2
Deuxième série lancée en juillet 2010 en Europe au sachet bleu et au numéro de référence 8684. On peut toujours deviner quelle est la figurine dans chaque sachet grâce au code-barres. Il y a également un niveau de rareté pour chaque figurine.
Communs
- Monsieur Loyal, Maître de karaté, Agent de circulation

Peu communs
- Mime, Sorcière, Joueur de maracas, Secouriste, Vampire, Haltérophile

Rares
- Guerrier spartiate, Pharaon, Explorateur, Danseur disco, Pop star, Surfeur, Popstar

### Série 3
Cette troisième série a été lancée en novembre 2010 en Europe au sachet vert et au numéro de référence 8803. Les codes-barres spéciaux pour chaque figurine sont remplacés par un code-barres unique pour tous les sachets. Il existe quand même un moyen pour connaître la figurine se trouvant à l'intérieur : les bumps codes, des petits trous perforés dans le bas du sachet. Au fil des années, ces bumps codes deviendront de plus en plus difficiles à analyser.
Communs
- Lutteur sumo, Momie, Pilote de course

Peu communs
- Alien, Aviateur, Samouraï, Déguisement de gorille, Joueur de baseball, Tennisman

Rares
- Hawaïenne, Pêcheur, Elfe, Chef indien, Rappeur, Snowboarder, Cyborg de l’espace

### Série 4
La série quatre a été lancée en mai 2011 en Europe. Elle contient un sachet orange et son no est le 8804[réf. souhaitée].
Communs
- Rocker, Marin, Loup-garou

Peu communs
- Geisha, Surfeuse, Monstre de Frankenstein, Hazmat, Footballeur, Peintre, Skateboarder

Rares
- Savant fou, Joueur de hockey, Mousquetaire, Viking, Patineuse sur glace, Nain de jardin

### Série 5
La série cinq est sortie en septembre 2011 en France. Elle est numérotée no 8805. C'est à partir de cette saison qu'il n'y a plus de seuil de rareté. Toute personne a la même chance de tomber sur telle ou telle figurine[réf. souhaitée].
Les différentes figurines sont : Garde royal britannique, Eskimo, Boxeur, Coach fitness, Gladiateur, Gangster, Snowboarder, Nain, Gardienne de zoo, Clown à la tarte à la crème, Bûcheron, Femme des cavernes, Déguisement de dinosaure, Diplômé et Cléopâtre[réf. souhaitée].

### Série 6
Les différentes figurines sont :Commun
Extraterrestre, Combattant des Highlands, Dormeur, Statue de la liberté, Bandit, Danseuse de flamenco, Robot mécanique, Minotaure,Rares Farfadet, Soldat romain,  Chirurgienne, Skateuse, Guerrière intergalactique, Boucher, Mécanicien et Génie[réf. souhaitée].

### Série 7
Sortie en mai 2012, la 7ème série se compose des 16 figurines suivantes : Championne de natation, Guerrier aztèque, Homme en costume de lapin, Mariée, Roi de l’océan, Joueur de cornemuse, Daredevil, Garde galactique, Champion de tennis, Garçon de la jungle, Hippie, Programmateur informatique, Femme Viking, Chevalier maléfique, Rockeuse, Visiteuse de grand-mère (aka Petit Chaperon Rouge)[réf. souhaitée].

### Série 8
La série 8 est sortie à la fin de l’été 2012, avec 16 nouvelles figurines : L'acteur shakespearien, l'alien femme maléfique, l'homme d'affaires, la chauve-souris, la cowgirl, la fée, la pom-pom girl rouge, la skieuse, le bavarois, le capitaine pirate, le conquistator, le disc jockey, le footballer US, le père noël, le robot maléfique et le scaphandrier[réf. souhaitée].

### Série 9
La série 9 est sortie en France fin 2012, elle contient les personnages suivants : Le vengeur extraterrestre, La fille de la forêt, Le plombier, La sirène, Le robot de combat, La fille à roller, Le serveur, La voyante, Le juge, L’homme déguisé en poulet, Le policier, L’Empereur romain, M. Bon et Mauvais, Le chevalier héroïque, La starlette d’Hollywood et Le Cyclope[réf. souhaitée].

### Série 10
La série 10 est sortie en mars/avril 2013 en France. Elle a la particularité de contenir une figurine dorée,Mr Gold, présent en seulement 5000 exemplaires dans le monde. En dehors de ça, elle contient : Le décorateur, Le clown triste, Le commandant romain, La fille abeille, Le mécanicien, Le grand-père, Le soldat révolutionnaire, Le joueur de baseball, La bibliothécaire, Le capitaine de bateau, Méduse, Le parachutiste, La fashion victime, Le joueur de paintball et Le guerrier et sa hache[réf. souhaitée].

### Série 11
Au menu de la série 11 sortie : une scientifique (qui a fait parler d’elle car c’est la première figurine féminine scientifique de l’histoire de Lego), une femme robot, un robot maléfique, un jazz man, un elfe (attention pas un elfe de la Lothlorien, mais un elfe du Père Noël, autrement dit un lutin), un policier (à l’anglaise), une femme bavaroise (avec bretzel), une serveuse années 1950, un épouvantail, un barbare, un soudeur, un alpiniste, une grand-mère, un guerrier tiki, un yéti et un bonhomme en pain d’épices[réf. souhaitée].

### Série 12
La série 12 est sortie en octobre 2014. Elle est composée de seize figurines différentes : Le magicien, le guerrier hun, la princesse de conte de fées, le pro de la console, la déesse des batailles, le mineur de l'espace, le secouriste, le prospecteur, le bouffon, la chausseuse de dinosaures, le livreur de pizza, la star du rock, le corsaire, l'homme cochon, le génie et la fille bizarre[réf. souhaitée].

### Série 13
La série 13 est sortie en janvier 2015. Elle est composée de seize figurines différentes, vendues dans des sachets mystères verts : Le roi du moyen âge, le shérif, la femme licorne, le charmeur de serpent, le gobelin, le paléontologue, le soldat extraterrestre, le guerrier égyptien, le charpentier, le magicien maléfique, l'escrimeur, le samouraï, la diva disco, le vendeur de hot-dogs, la femme cyclope et le soldat galactique. [réf. souhaitée]

### Team GB Olympic Series
Pour les Jeux olympiques de Londres de 2012, Lego a lancé une série spéciale disponible uniquement à l'entrée des jeux. Elle représente des sportifs britanniques, tous médaillés d'or. : L'archer, le boxeur, le gymnaste, le judoka, le joueur de tennis, l'haltérophile, le relayeur, le nageur et la cavalière[réf. souhaitée].

### La Grande Aventure Lego(1 et 2)
Cette fois-ci, les figurines proviennent du film La Grande Aventure Lego (et la série co-appartient à la gamme homonyme). Ce sont souvent des personnages plus que secondaires, qui n'apparaissent que quelques instants durant le film[réf. souhaitée].

### Les Simpson
C'est la première fois qu'une série Minifigures est tirée d'une licence. Cette série est inspirée de la série télévisée Les Simpsons. Elle fait partie de la gamme Lego The Simpson[réf. souhaitée].

### Les Simpson2.0
Toujours inspiré de la série télévisée.

### Série 14: Les Monstres
C'est la première série à avoir un nom et un thème particulier. Celui-ci tourne autour des monstres et des créatures horribles[réf. souhaitée].

### Série 16
Dans cette série sortie en 2016, certains des accessoires sont plus gros que d'autres, étant des animaux ou même un bébé (qui est la deuxième figurine bébé System)[réf. souhaitée].

### Disney
La série Disney appartient aussi à la gamme Disney, et produit des personnages tirés de l'univers Disney[réf. souhaitée].

### Lego Batman, le film
Cette série est dérivée du film homonyme et appartient également à la gamme Lego Batman, le film[réf. souhaitée].

### Série 17
Sortie en 2017.

### SérieLego Ninjago, le film
Série sortie en 2017, à l'occasion de la diffusion en salles du long-métrage Lego Ninjago, le film de Charlie Bean[réf. souhaitée].

### Série 18
Sortie prévue en 2018[réf. souhaitée].

## Produits dérivés

### Jeu vidéo
Un jeu vidéo multijoueur en ligne est sorti en octobre 2014. Il se nomme Lego Minifigures Online.

### Livre
Un livre, Character Encyclopedia, retraçant les nombreuses histoires des 162 figurines des saisons 1 à 10 entre 2010 et 2013 est sorti au Royaume-Uni le 1er mai 2013 aux éditions Dorling Kindersley. Il a été écrit par Daniel Lipkowitz, contient 208 pages et un soldat de plomb version Lego, une figurine inédite. Il n'existe pas en français.